# マネーボール (映画)
『マネーボール』（Moneyball）は、2011年のアメリカ合衆国の映画。マイケル・ルイスによる『マネー・ボール 奇跡のチームをつくった男』を原作とし、オークランド・アスレチックスのゼネラルマネージャー（GM）であるビリー・ビーンが、セイバーメトリクスを用い経営危機に瀕した球団を再建する姿を描く。ベネット・ミラーが監督し、ブラッド・ピットがビーンを演じた。第24回東京国際映画祭にて公式クロージング作品としてアジアプレミア上映。

## あらすじ
プロローグ
かつて超高校級選手としてニューヨーク・メッツから1980年のMLBドラフト1巡目指名を受けたスター候補生・ビリー・ビーンは、スカウトの言葉を信じ、名門スタンフォード大学の奨学生の権利を蹴ってまでプロの道を選んだ。
しかし、野球の試合では大した結果を残せず、鳴かず飛ばずの日々を過ごし、さまざまな球団を転々としたのち現役を引退した。その後、ビーンはスカウトに転身し、第二の野球人生を歩み始める。
序盤
2001年のディビジョンシリーズで、オークランド・アスレチックスはニューヨーク・ヤンキースに敗れ、オフにはスター選手であるジョニー・デイモン、ジェイソン・ジアンビ、ジェイソン・イズリングハウゼンの3選手のフリーエージェント移籍が確定的となった。
この時アスレチックスのGMに就任していたビーンは、2002年シーズンに向けて戦力を整えるべく補強資金を求めるも、スモールマーケットのオークランドを本拠地とし、資金に余裕の無いオーナーの返事はつれない。
ある日、トレード交渉のためにクリーブランド・インディアンスのオフィスを訪れたビーンは、イエール大学卒業のスタッフ、ピーター・ブランドに出会う。彼は各種統計から選手を客観的に評価する『セイバーメトリクス』を用いて、他のスカウトとは違う尺度で選手を評価していた。
ブランドの理論に興味を抱いたビーンは、その理論をあまり公にできず肩身の狭い思いをしていた彼を自身の補佐として引き抜き、他球団からは評価されていない埋もれた戦力を発掘し、低予算でチームを改革しようと試みる。
アート・ハウ監督がカルロス・ペーニャの起用を頑なに継続し、低年俸で獲得したスコット・ハッテバーグの出場機会が少ないことから、ビーンは監督と対立した。ビーンの意図した方針で試合に臨めないことからチームは一時首位から10ゲーム差を空けられてしまう。対話によってハッテバーグの起用を促すも、方針が変わることがなかったため、強行にカルロス・ペーニャを夏のトレード期限で放出した。
終盤
トレード期限を過ぎた8月以降は怒涛の追い上げでアメリカンリーグ史上初の20連勝を記録し、地区優勝を果たした。
ポストシーズンでは2002年のアメリカンリーグディビジョンシリーズでミネソタ・ツインズと対戦するも、前年と同じ2勝3敗で敗退した。
ボストン・レッドソックスのオーナージョン・W・ヘンリーから5年1250万ドルという破格の契約オファーを受けるも、それを断ってアスレチックスでの優勝を改めて目指すこととなる。レッドソックスは、ビーンの統計的な手法を取り入れて2004年のワールドシリーズで86年ぶりの優勝を果たした。

## キャスト
| 役名                     | 俳優                           | 日本語吹替                                                                                                  |
| 役名                     | 俳優                           | ソフト版 |
| ------------------------ | ------------------------------ | --- |
| ビリー・ビーン           | ブラッド・ピット               | 東地宏樹 |
| ピーター・ブランド       | ジョナ・ヒル                   | 桜井敏治 |
| アート・ハウ             | フィリップ・シーモア・ホフマン | 石住昭彦 |
| シャロン                 | ロビン・ライト                 | 田中敦子 |
| スコット・ハッテバーグ   | クリス・プラット               | T.ラック |
| デヴィッド・ジャスティス | スティーヴン・ビショップ       | 山口太郎 |
| マーク・シャパイロ       | リード・ダイアモンド           | 三上哲 |
| ロン・ワシントン         | ブレント・ジェニングス         | 中博史 |
| グレイディ・フソン       | ケン・メドロック               | 浦山迅 |
| エリザベス・ハッテバーグ | タミー・ブランチャード         | |
| ジョン・ポロニ           | ジャック・マクギー             | |
| クリス・ピッタロ         | ヴィト・ルギニス               | |
| マット・キーオ           | ニック・サーシー               | |
| ロン・ホプキンス         | グレン・モーシャワー           | 玉野井直樹                                                                                                  |
| チャド・ブラッドフォード | ケイシー・ボンド               | 岩田安宣 |
| ジェレミー・ジアンビ     | ニック・ポラッツォ             | |
| ケイシー・ビーン         | ケリス・ドーシー               | 宇山玲加 |
| ジョン・ヘンリー         | アーリス・ハワード             | 堀内賢雄 |
| 若年期のビリー           | リード・トンプソン             | 岡本未来 |
| ビリーの父               | ジェームズ・シャンクリン       | |
| ビリーの母               | ダイアン・ベーレンズ           | |
| スザンヌ                 | タカヨ・フィッシャー           | |
| マイク・マグナンテ       | デリン・エバート               | |
| リカルド・リンコン       | ミゲル・メンドーザ             | |
| カルロス・ペーニャ       | ジェラルド・セラスコ           | |
| エリック・チャベス       | アート・オーティズ             | |
| ミゲル・テハダ           | ロイス・クレイトン             | |
| テレンス・ロング         | マービン・ホーン               | |
| マーク・エリス           | ブレント・ドーリング           | 三上哲 |
| アラン                   | スパイク・ジョーンズ           | |
| スティーブン・ショット   | ロバート・コティック           | 井上和彦 |
| 役不明又はその他         | N/A                            | 高柳謙一 石井隆夫 佐々木省三 片貝薫 林和良 真矢野靖人 くまかつみ 水野千夏 かぬか光明 真田五郎 行成とあ 原聖 |
| 演出                     | N/A                            | 乃坂守蔵 |
| 翻訳                     | N/A                            | 宮川桜子 |
| 監修                     | N/A                            | KOTA |
| 調整                     | N/A                            | 北浦祥子 |
| 録音                     | N/A                            | ACスタジオ                                                                                                  |
| 制作担当                 | N/A                            | 藤本直樹 （ACクリエイト）                                                                                   |
| 日本語版制作             | N/A                            | ACクリエイト                                                                                                |

## 製作
- スタン・チャーヴィン（英語版）が草稿を書き、スティーヴン・ザイリアンが脚色した。監督には当初デヴィッド・フランケルが当てられ[5]、その後スティーヴン・ソダーバーグが務めることになった。しかし撮影開始数日前の2009年6月19日、実際の選手へのインタビューが含まれているなど、脚本が通常のスポーツ映画とは異なっていたことから、ソダーバーグは監督を降板、撮影は延期された[6]。その後ベネット・ミラーが監督に決まり、アーロン・ソーキンが脚本を改稿した[7]。
- ビーンを補佐したポール・デポデスタに当たる役には当初ディミトリ・マーティンが当てられていたが、ジョナ・ヒルに代わった。
- 試合シーンでのリアリティを出すため、選手役には元プロ野球選手や野球経験のある俳優が起用されている。ミゲル・テハダ役を演じたロイス・クレイトンはオールスター出場経験もある元メジャーリーガーである他、ジャスティス役のスティーヴン・ビショップ（英語版）はマイナーリーグに在籍経験があり、ジャスティス本人とも親交がある。
- 撮影は2010年7月に始まった[8]。
- 日本人メジャーリーガーであるイチロー（当時シアトル・マリナーズ）も一瞬だがモニターの画面の中に映る出演をしている。本作におけるイチローは「メジャー1年目から素晴らしい結果を出して、高い評価を得ているスター選手。年俸も高くて、貧乏球団のビリーでは手の届かない選手の象徴」であると監督のベネット・ミラーは語っている[9]。

## 実話との相違点
20連勝を達成した試合に関しては、試合展開も含めて事実に沿っているが、それ以外のシーンにおいては若干の脚色が見られる。
- 主人公の ビリー・ビーンは妻と別れて一人娘がいる設定になっているが、実際には、既に幼馴染で2人目の妻のタラと1999年に再婚しており、翌年には双子が産まれている[10]。
- ビリー・ビーンの補佐役でイェール大学卒業となっているピーター・ブランドのモデルは、ポール・デポデスタでありハーバード大卒である。映画化にあたり、あまりに自分とは異なる外見の俳優がキャスティングされたこと、データおたくのようなキャラの描かれ方に納得できず、実名の使用を拒否している。
- ジェレミー・ジアンビやチャド・ブラッドフォードは映画序盤に他球団から獲得したように描かれているが、実際には映画序盤に相当する時期にはすでに在籍している[11]。

## 評価
本作は非常に高い評価を受けており、ロッテン・トマトでは95%の支持を得ている他、多くの批評家が2011年公開作の年間トップ10に選出した。
| 映画祭・賞         | 発表日        | 部門       | 対象                                                                          | 結果       |
| ------------------ | ------------- | ---------- | ----------------------------------------------------------------------------- | ---------- |
| 第84回アカデミー賞 | 2012年2月26日 | 作品賞     | マイケル・デ・ルカ、レイチェル・ホロヴィッツ、ブラッド・ピット                | ノミネート |
| 第84回アカデミー賞 | 2012年2月26日 | 主演男優賞 | ブラッド・ピット                                                              | ノミネート |
| 第84回アカデミー賞 | 2012年2月26日 | 助演男優賞 | ジョナ・ヒル                                                                  | ノミネート |
| 第84回アカデミー賞 | 2012年2月26日 | 脚色賞     | 脚本: スティーヴン・ザイリアン、アーロン・ソーキン 原案: スタン・チャーヴィン | ノミネート |
| 第84回アカデミー賞 | 2012年2月26日 | 編集賞     | クリストファー・テレフセン                                                    | ノミネート |
| 第84回アカデミー賞 | 2012年2月26日 | 音響編集賞 | デブ・アデア、ロン・ボーチャー、デイヴ・ジャンマルコ、エド・ノヴィック        | ノミネート |

## 劇中曲
- ケリス・ドーシー（英語版） - The Show (レンカの曲)（英語版）

ビリー・ビーンの娘ケイシーが劇中で披露したレンカによる原曲をカバーした楽曲。
- The Star-Spangled Banner

2002年の開幕戦で、ギタリストのジョー・サトリアーニによるインストアレンジ・バージョン。サトリアーニ本人による演奏。

## その他
- とんねるずのみなさんのおかげでしたの東日本大震災チャリティー企画「ハンマーオークション」にて、ブラッド・ピットのサイン入りジャケット、映画「マネーボール」のサイン入りポスター、さらに「円球 ぶらぴ」と直筆で書かれた掛け軸が出品され、95万円で落札された。
- 2012年10月20日にWOWOW・スターチャンネルでBS初放映。